# ایدیوکراسی (فیلم)
ایدیوکراسی (به انگلیسی: Idiocracy) فیلمی محصول سال ۲۰۰۶ و به کارگردانی مایک جاج است. در این فیلم بازیگرانی همچون لوک ویلسون، مایا رودولف، دکس شپارد، تری کروس، دیوید هرمان، جاستین لانگ، اندرو ویلسون، توماس هیدن چرچ، سارا رو ایفای نقش کرده‌اند.

## بازیگران
- لوک ویلسون در نقش سرجوخه جو بائرز، «متوسط‌ترین فرد» در ارتش ایالات متحده
- مایا رودولف در نقش ریتا، روسپی خیابانی.
- دکس شپارد به عنوان فریتو پندیخو، یک شهروند متوسط ایالات متحده
- تری کروس در نقش دواین الیزوندو کوه شبنم هربرت کاماچو، رئیس‌جمهور کم هوش ایالات متحده
- اندرو ویلسون به عنوان بیف سوپریم، افسر توانبخشی
- اسکارفیس (رپر) در نقش دلال محبت ریتا

سایر بازیگران عبارتند از: دیوید هرمان در نقش وزیر امور خارجه، جاستین لانگ در نقش دکتر لکسوس، استیون روت در نقش قاضی هکتور، توماس هیدن چرچ در نقش مدیرعامل براوندو و سارا رو به عنوان دادستان کل.

## موضوع فیلم
فیلم ایدیوکراسی این ایده را مطرح می‌کند که در انسان، فرایند انتخاب طبیعی، باعث ایجاد موجوداتی بهتر، زیباتر و تکامل‌یافته‌تر نمی‌شود، بلکه آنهایی که بدون تفکر فقط به فکر تولید مثل هستند را زنده نگاه می‌دارد و دی‌ان‌ای آن‌ها را در عرصه گیتی پراکنده می‌کند. کسانی که بیشتر می‌فهمند، نگران‌تر هستند و با تردیدها و یأس‌های خود، از بچه‌دار شدن غافل می‌شوند. در نتیجه نسل‌های بشر رفته‌رفته کندذهن می‌شوند.

## داستان کامل
در سال ۲۰۰۵، «جو بائرز»، کتابدار ارتش ایالات متحده، برای آزمایش دولتی زیست تعویقی به عنوان «متوسط‌ترین فرد» در کل ارتش انتخاب شد. به دلیل نداشتن یک نامزد زن مناسب، ارتش، یک روسپی به نام ریتا را با پرداخت پول به او استخدام می‌کند. هنگامی که افسر مسئول به این دلیل دستگیر می‌شود، به اجرا درآوردن آزمایش منحل می‌شود، اما تا آن زمان هر دو بائرز و ریتا قبلاً مسدود شده بودند. در طول چند صد سال آینده، انتظارات جامعه و پیشرفت‌های تکنولوژیکی، باهوش‌ترین انسان‌ها را به بی‌فرزندی سوق می‌دهد، در حالی که کم‌هوش‌ترین انسان‌ها را تبه‌ژن‌شناسی به وجود می‌آورد و نسل‌های کم‌هوش‌تری را خلق می‌کند.
پانصد سال بعد، اتاق‌های خواب زمستانی بائرز و ریتا، که اکنون بخشی از انبوه زباله‌های عظیم است، در یک بهمن کشف می‌شوند. بائرز به آپارتمان پندیخو برخورد می‌کند. او در اطراف چیزی که زمانی واشینگتن، دی.سی. بود پرسه می‌زند و جمعیتی را می‌یابد که عمیقاً ضد روشنفکر شده‌اند، فقط کمی به زبان انگلیسی صحبت می‌کنند و در مصرف بی‌رویه غوطه‌ور هستند و فرهنگ پاپ کم رنگ است. علیرغم پیشرفت‌های فناوری، نوآوری‌ها توسط تجارت‌گرایی یا سادگی افراطی هدایت می‌شوند. بائرز با این باور که پس از یک سال خواب زمستانی دچار توهم شده‌است، وارد بیمارستانی می‌شود و متوجه حقیقت می‌شود. او که به دلیل نداشتن خالکوبی بارکد برای پرداخت هزینه قرار ملاقات دکترش دستگیر شده‌است، پس از اینکه پندیخو به شدت ناتوان به عنوان وکیل او عمل می‌کند، به زندان فرستاده می‌شود.
ریتا کار خود را به عنوان یک فاحشه از سر می‌گیرد، اما به زودی متوجه می‌شود که مردم آنقدر کم هوش شده‌اند که اگر فقط قول دهد با آنها بخوابد، به او پول می‌دهند. بائرز توسط یک دستگاه خالکوبی تشخیص گفتار معیوب به «مطمئن نیست» تغییر نام داد، با گفتن اینکه قرار است او آزاد شود از زندان فرار می‌کند و پندیخو را پیدا می‌کند که نشان می‌دهد ماشین زمان وجود دارد که می‌تواند دوباره به سال ۲۰۰۵ سفر کند. پس از اینکه بائرز قول داد باوئرز و ریتا را از طریق بهره مرکب در حساب بانکی ای که در گذشته به نام پندژو وارد می‌شود، او را ثروتمند کند، موافقت می‌کند که او را به ماشین زمان راهنمایی کند. این سه از طریق یک فروشگاه بزرگ کاستکو سرمایه‌گذاری می‌کنند، جایی که بائرز توسط یک اسکنر خالکوبی شناسایی و دستگیر می‌شود. بائرز و ریتا تصمیم می‌گیرند در آینده بمانند و متوجه می‌شوند که ماشین زمان فقط یک سفر تفریحی بوده‌است. پس از دوره کاماچو، بائرز به عنوان رئیس‌جمهور انتخاب می‌شود و با ریتا ازدواج می‌کند که با او سه فرزند باهوش جهان را دارد.